# Múlt és Jövő
A Múlt és Jövő folyóirat, majd könyvkiadó; az egyik legrégibb, és legtovább fennálló magyar lap- és könyvkiadó.

## A folyóirat múltja és jövője
1911-ben alapította Patai József, és 1944 márciusáig, a német megszállásig folyamatosan működött. Az akkor közel egy milliós magyar zsidóság kulturális és művészeti orgánuma volt. 1988-ban, a magyarországi rendszerváltozás történelmi eseményét kihasználva újította fel Kőbányai János. A folyóirat 1994 óta egészült ki könyvkiadóval, amelynek műszámai évről évre dinamikusan nőnek. A folyóirat és a könyvkiadás közös szerző és szerkesztői gárda, s részben közös olvasóközönség révén kölcsönösen kiegészítik egymást. Az olvasók és a legkülönbözőbb nyelveken magyar emlékekből táplálkozó, vagy magyar témákkal foglalkozó szerzők - diaszpóra a diaszpórában - a világ legkülönbözőbb pontjain élnek, Magyarországon kívül: legtöbben Izraelben, Nyugat-Európában és az USA-ban.
A Múlt és Jövő Lap- és Könyvkiadó programja szorosan kapcsolódik a magyar zsidóság rendszerváltozás utáni talpra állásának szociológiailag is megragadható igényeihez. Kiadja az új, a koruk változásaira reagáló új zsidó irodalmat, a magyar zsidó történelem kutatásainak eredményeit, valamint az elmúlt száz év zsidó szellemi termésének az újra-felfedezése során összegyűjtött és aktualizált szellemi kincseket becsatolja az egyetemes magyar (s ezen keresztül) a világ szellemi vérkeringésébe. Ez annál is inkább fontos, mert valaha a judaizmus egyik legjelentősebb központja Magyarország volt, s olyan szerzők, mint Vámbéry Ármin, Goldziher Ignác, Bacher Vilmos, Blau Lajos, Heller Bernát, Scheiber Sándor, Hahn István és még sokan mások, az egész világon ismertek. S az ő emlékük, szellemi pozícióik ébrentartása, örökségük gondozása és továbbépítése mind itthon és mind a világban gazda nélkül maradt. Erről a szellemvidékről indultak olyan nemzetközileg is ismert jelentős szerzők, mint Molnár Ferenc, Arthur Koestler, Efrájim Kishon, George Mikes, vagy számos világhírű hollywoodi forgatókönyvíró vagy rendező. A holokauszt nemcsak a magyar zsidóság történelmét pusztította el, de megannyi ragyogó karriert tört derékba a koncentrációs táborokban. Az ő munkájukat és szellemüket folytatják, azzal is, hogy nevüket és művüket szeretnék megismertetni az egész világgal. Ilyen Pap Károly, a prózaíró, s Ámos Imre, a festő: ők az egyszerre zsidó és modern ősök, akikre szellemi azonosságunkat visszavezetik.
A kiadó a világ friss judaisztikai műveiből, a legkülönfélébb nyelveken született zsidó irodalmat magyar fordításokban adja közre. A szorosan vett zsidó tárgyú témákon túl érdeklődik a tolerancia, a multikulturalizmus és a nonfiction irodalom iránt is. A negyedéves lap tematikus számai is egy-egy könyv-antológia igényével lépnek fel. Az utóbbi évek egy-egy ország zsidóságára koncentráló számainak egyik funkciója, hogy az ottani zsidó szellemi fórumokkal és személyiségekkel kapcsolatot teremtsünk. Ennek egyik legjobban sikerült momentuma az izraeli, a lengyel, a francia, a német zsidó, vagy zsidó érdeklődésű értelmiséggel és műhelyeikkel való kapcsolatfelvétel. Az 1998-as és '99-es évet - mind a folyóirat témáiban, s mind a könyvkiadásban - az 1848–49-es forradalom és szabadságharc, valamint Izrael állama születésének 50. évfordulója határozta meg. A 150. évforduló egyúttal a magyarországi zsidók magyar zsidókká válásának a mozzanata is. Ez az egész magyar történelem egyik meghatározó eseménye, mert a felszabadított-felszabadult zsidó energiák lökték Magyarországot a modernitás sínjére. Ez a tény legalább olyan meghatározó, mint a sínpár végállomása: a magyar holokauszt.

## Az új Múlt és Jövő
Az új Múlt és Jövő folyóirat (ahogyan gyakran rövidítik: MéJ, s tudományos közleményekben hozzáteszik: ÚF, azaz: új folyam) 1988 decemberében jelentette meg első számát, egy antológiát. 1989-ben két folyóiratszám látott napvilágot, majd 1990-től rendszeresen, évente négyszer jelentkezik. 
Esszé, történelmi, szociológiai és judaisztikai tanulmány, szépirodalom, képzőművészet, riport, interjú: ezek a fő műfajai. Fotó- és illusztrációs anyagok kisebb része kerül csak föl az internetre, de tervbe van véve egy illusztrációs archívum létrehozása, amellyel segítségére lennének mindazoknak, akik hasonló témákkal foglalkoznak. A külföldi előfizetők tábora nő, ezért számaik végén angol nyelvű tartalmat és összefoglalót is közölnek; ez feltétele annak is, hogy a külföldi egyetemi könyvtárak megrendeljék a lapot. A lapszámokat többnyire tematikus elvek szerint szerkesztik. 
Az utóbbi évek egy-egy ország (izraeli, lengyel, francia, német) zsidóságára koncentráló kiadványok egyik funkciója, hogy az ottani zsidó szellemi fórumokkal és személyiségekkel megvalósuljon a kapcsolatfelvétel. Az 1998-as és '99-es évet mind folyóiratunk témáiban, mind könyvkiadásban az 1848-as magyar szabadságharc és forradalom 150. évfordulója, valamint Izrael Állam születésének 50. évfordulója határozta meg. 
A Figyelő rovat a magyar nyelven megjelent, zsidó témájú könyvek, cikkek annotált bibliográfiája - ezért a magyar judaisztikával foglalkozók számára megkerülhetetlen a Múlt és Jövő folyóirat ismerete.

## Információk a lapról
- Főszerkesztő: Kőbányai János
- Cégvezető: Fenyő Ágnes
- Tördelőszerkesztő: Jeges Erzsébet
- Művészeti vezető: Kálmán Tünde

### Kiadó
- Kiadó neve: Múlt és Jövő Lap- és Könyvkiadó
- Székhelye: Budapest
- Postacím: 1024 Budapest Keleti Károly u. 16.
- Telefon: 316-70-19, 438-38-06, 438-38-07 Fax: 316-70-19

### Nyomtatott változat
- Cím: Múlt és Jövő
- Egyéb címadat; közreműködő: Zsidó kulturális folyóirat / főszerkesztő: Kőbányai János, Budapest : Múlt és Jövő Alapítvány
- Évek: 1911-
- Periodicitás: negyedévenként
- ISSN: ISSN 0864-8646
- Nyomtatott változat rekordjának URL-je: http://corvina.bibl.u-szeged.hu/corvina/opac?idno=bibJAT00000953 Archiválva 2020. november 14-i dátummal a Wayback Machine-ben

### Témakör
- Főtémakör: Társadalomtudományok
- Témakör: Történelem, helytörténet
- Altémakör : Európai országok történelme, Művelődéstörténet
- Főtémakör: Társadalomtudományok
- Témakör: Néprajz, antropológia
- Altémakör : Kulturális antropológia
- Főtémakör: Társadalomtudományok
- Témakör: Szociológia, társadalomkutatás
- Altémakör : Kisebbségek
- Főtémakör: Társadalomtudományok
- Témakör: Politika, államigazgatás
- Altémakör : Politikatörténet

### Tárgyszó
- Tárgyszó: Izrael, judaisztika, közélet, kultúra, szépirodalom, társadalomtudomány, zsidóság

### Típus
- A kiadvány típusa: időszaki kiadvány
- A kiadvány típusa: kulturális

### Formátum
- Formátum: HTML

### Nyelv
- Nyelv: magyar
- Tartalomjegyzék nyelve: angol, magyar

### Kapcsolat
- Kapcsolódó kiadvány: Álef - A zsidó egyetem kulturális folyóirata
- Kapcsolódó kiadvány URL: https://web.archive.org/web/20090920193307/http://www.jcc.hu/orki/alef/
- Kapcsolódó kiadvány: Szombat
- Kapcsolódó kiadvány URL: https://web.archive.org/web/20200513174616/https://szombat.org/
- Kapcsolódó kiadvány: Erec
- Kapcsolódó kiadvány URL: https://web.archive.org/web/20100210120103/http://www.erec.hu/
- Kapcsolódó kiadvány: Új Élet
- Kapcsolódó kiadvány URL: https://web.archive.org/web/20090627083400/http://zsido.hu/ujelet/

### Online megjelenés
- Évadatok: 1998-
- Digitális változat évadatai: 1998, 1999, 2000, 2001, 2002, 2003, 2004, 2005, 2006, 2007, 2008
- Számozás: 1998. 2-3. sz. - .
- Változat: Online változat

### Állapot
- A kiadvány állapota: folyamatos
- Tartalom: szelektált

### Dokumentumazonosító
- A kiadvány weboldala
- A kiadvány az OSZK gyűjteményében
- EPA azonosító: EPA-00284
- Nyomtatott változat ISSN 0864-8646.